# Achille Piccini
Achille Piccini   (Carrara, 24 d'octubre de 1911 - Carrara, 14 de febrer de 1995) fou un futbolista italià que va competir durant les dècades de 1930 i 1940. Jugava de defensa.
Nascut a Carrara, s'inicià en el futbol a l'equip local, el Carrarese Calcio (1928-1933). Posteriorment jugà a l'A.C. Prato (1933-1934), Fiorentina (1934-1938), Napoli (1938-1939), Lucchese (1939-1940), Bari (1940-1941) i Anconitana (1941-1944). Una vegada retirat inicià una breu carrera com a entrenador de diversos equips italians.
El 1936 va prendre part en els Jocs Olímpics d'Estiu de Berlín, on guanyà la medalla d'or en la competició de futbol. Va jugar cinc partits amb la selecció de futbol italiana.